# 石門山 (桃園市)

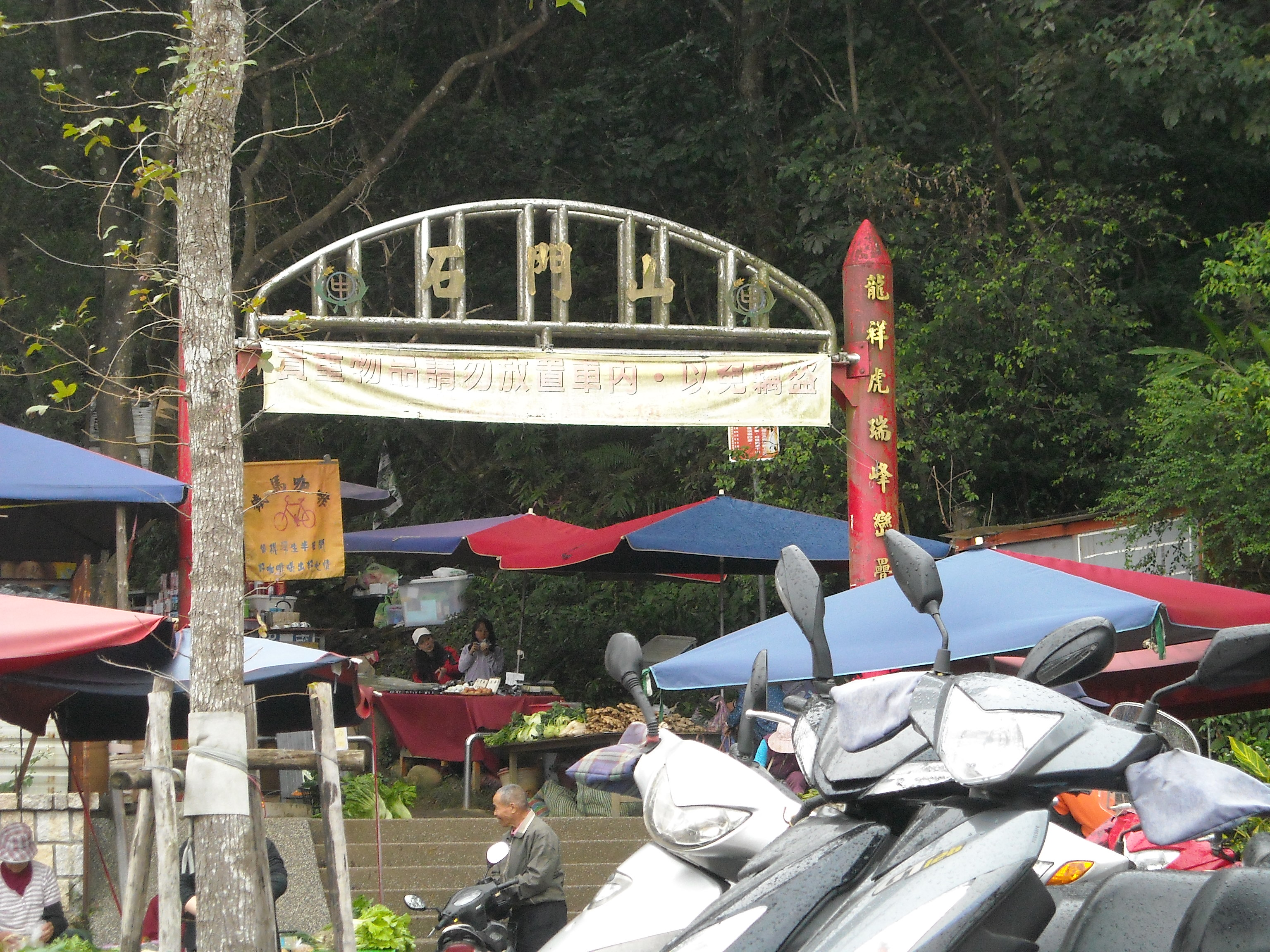
石門山登山步道民治路登山口

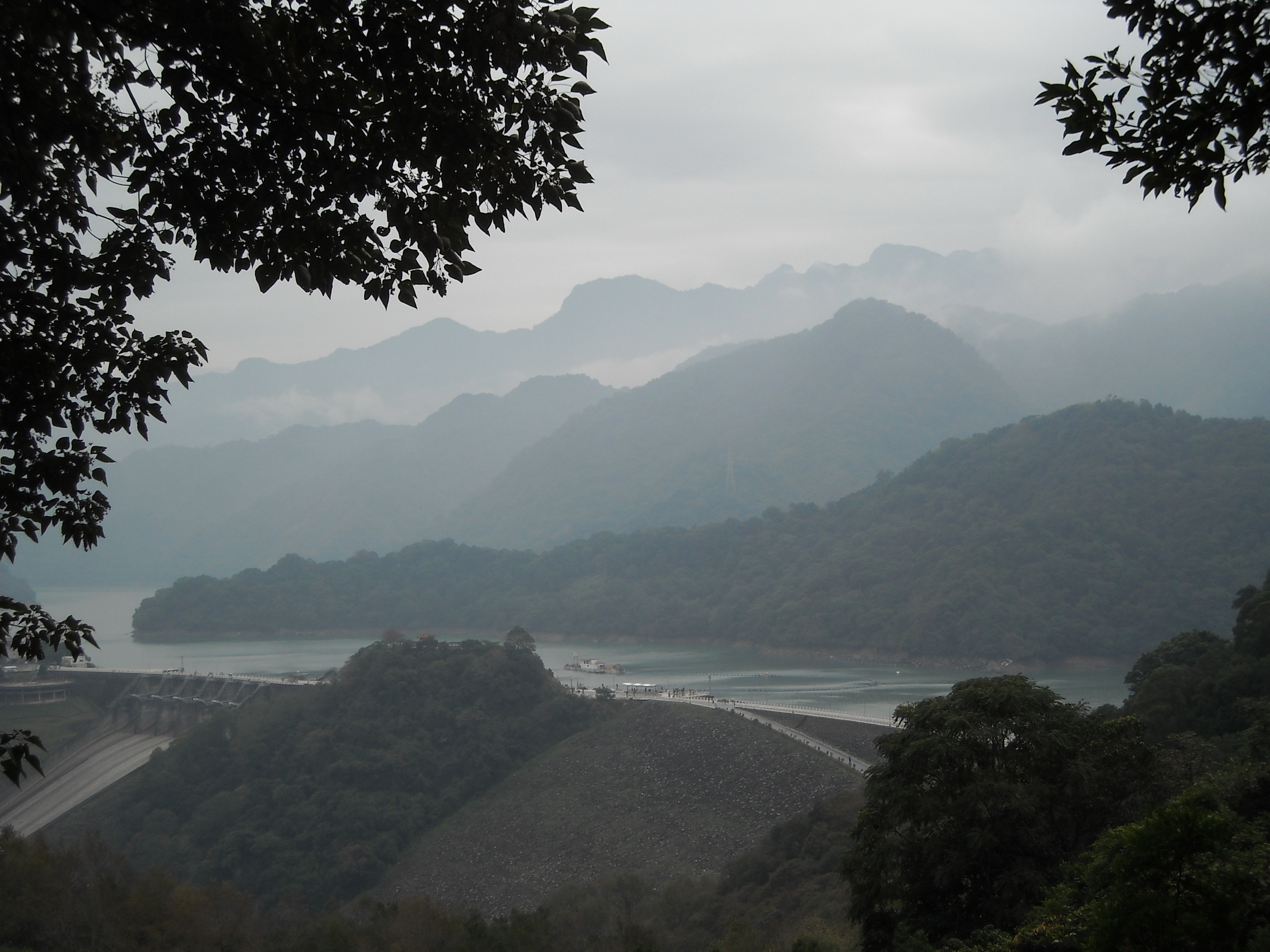
於石門山眺望石門水庫

石門山，又名小竹坑山，位於臺灣桃園市龍潭區南部，海拔551公尺，有一等三角點及水源點基石各一顆，為台灣小百岳之一。山頂展望極佳，可俯瞰龍潭地區。

## 登山步道
石門山登山步道登山口位於民治路上，附近設有廁所及洗腳台以服務登山客。民治路兩側及登山步道兩側聚集大量攤販，主要販售蔬菜、花生、登山用品。步道沿途設有指標及地圖，並可遠眺石門水庫。